# Malix
Malix (toponimo tedesco; in romancio Umblies, in italiano Umbligo, desueti) è una frazione di 731 abitanti del comune svizzero di Churwalden, nella regione Plessur (Canton Grigioni).

## Storia

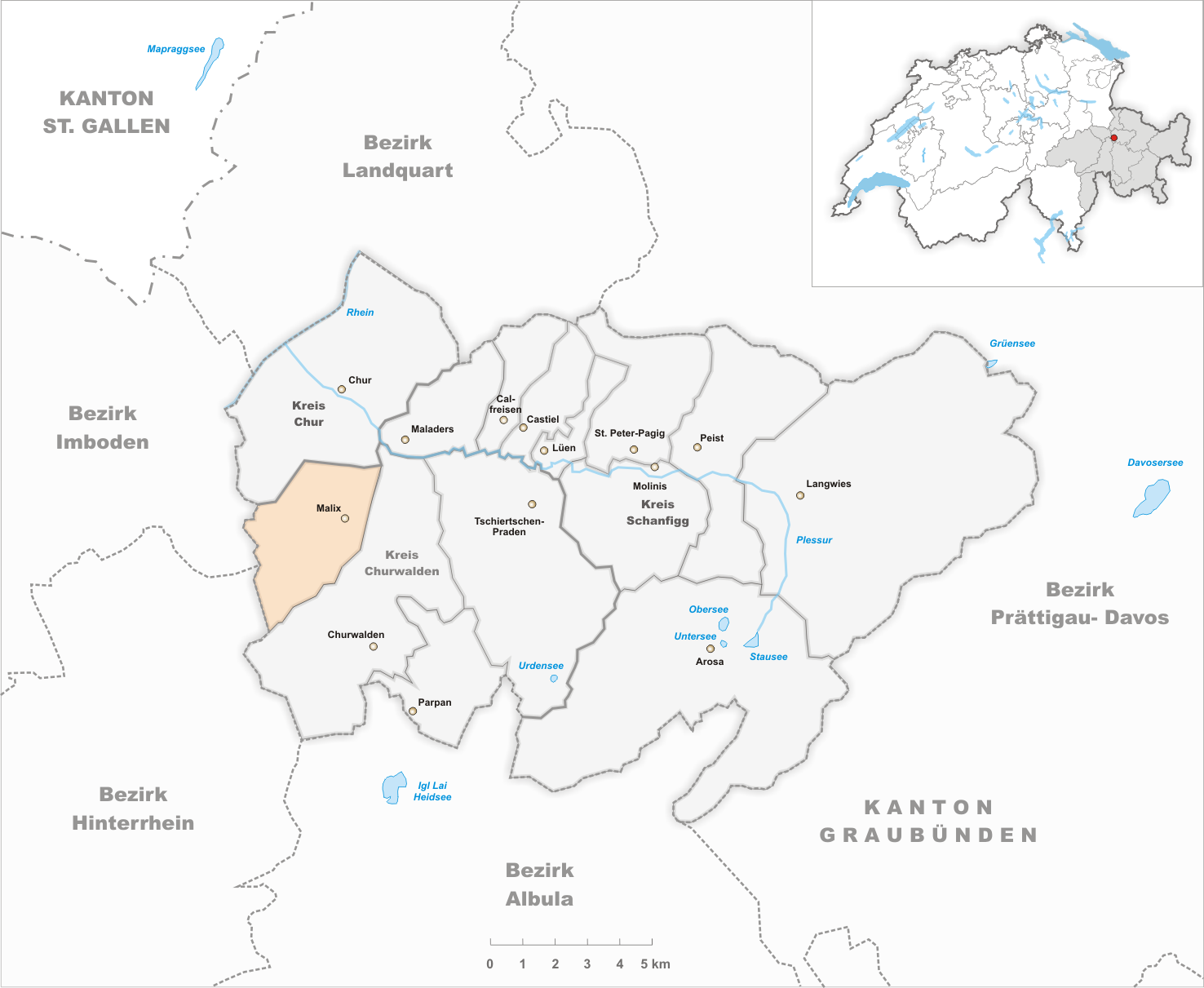
Il territorio del comune di Malix prima degli accorpamenti comunali del 2010

Già comune autonomo che si estendeva per 12,56 km² e che comprendeva anche le frazioni di Kreuz e Spina, il 1º gennaio 2010 è stato accorpato al comune di Churwalden assieme all'altro comune soppresso di Parpan.

## Monumenti e luoghi d'interesse
- Chiesa riformata di San Gallo, attestata dal 1508[1];
- Rovine della fortezza di Strassberg, costruita nel XII secolo[1].

## Società

### Evoluzione demografica
L'evoluzione demografica è riportata nella seguente tabella:
Abitanti censiti

### Lingue e dialetti
Già paese di lingua romancia, è stato germanizzato a partire dal XVI secolo.

## Economia
Malix è una località di villeggiatura estiva e invernale (stazione sciistica sviluppatasi dal 1957).